# Монастырь Селцу
Монастырь Успения Пресвятой Богородицы Се́лцу (греч. Μονή Κοιμήσεως Θεοτόκου Σέλτσου, или просто Монастырь Селцу  греч. Μονή Σέλτσου) — небольшой пост-византийский монастырь в горах Эпира на высоте 800 м над уровнем моря, близ села Пигес.
Монастырь окружён горными массивами. Расположен на обрыве, возвышающемся над руслом реки Ахелоос. Тропа, которая когда то вела к монастырю из села Пигес, сегодня стала грунтовой, но единственной, дорогой (расстояние 5 км). Расстояние от Пигес до ближайшего относительно большого (для Греции) города Арта — 71 км.
Известен прежде всего как место обороны и «Холокоста 1400 сулиотов», включая женщин и детей, в 1804 году.

## История монастыря
Согласно историческим исследованиям, первоначальные монастырские здания были построены в X веке, но были полностью разрушены в начале XV века, что соответствует периоду начала османских нашествий на регион.
Нынешний монастырь, согласно надписи его ктиторов, был основан уже при османах, в 1697 году.
Надпись над дверью ведущей из основного храма в нартекс, под настенной росписью Успения Богородицы, чёрными и витиеватыми византийскими греческими буквами пишет что храм построен в 1697 году, на деньги и заботами иеромонахов Ригиина, Варфоломея, Захария, Алексия, священника Алексия, Якова, Дионисия, епископа Арсения и «благочестивых архонтов» господ Никоса и Апостолиса.
Последние были братьями «капитанами» (командирами) арматолов из Арты. Оба изображены в восточной части храма.
До 1830 года монастырь принадлежал епископии Радовизии, затем (до 1881 года) митрополии Ларисы.
Как следствие решений Берлинского конгресса (1878), в 1881 бо́льшая часть региона Арты, перешла под контроль Греческого королевства.
Монастырь Селцу, будучи подворьем Монастыря Ровелиста, перешёл в управление митрополии Арты
Монастырь Селцу празднует 23 августа, на девятый день праздника Богородицы, чтобы избежать совпадения с празднованием близлежащего одноимённого монастыря в Спилиа Аграфа, 15 августа.

## Храм
Сегодня сохраняется лишь каменный, Афонского типа, кафоликон монастыря.
Вокруг него расположены развалины монастырских келий.
Храм представляет собой однонефную базилику афонского типа, с прямоугольным снаружи куполом, который внутри становится круглым.
Естественное освещение ограничивается редкими маленькими окнами на южной и северной стенах.
Внутри храма сохраняются росписи работы священника Николаоса из Арты и его сыновей.
В восточной части храма, на высоте пояса изображённых в весь рост святых, также в весь рост изображены ктиторы «капитаны» Никос и Апостолис, с нимбами над головами, держащие двойной крест и преподносящие Богородице модель храма.
Впечатляет резной деревянный иконостас с позолотой, с декором растений и животных на сине — красном фоне.

## Холокост Селцу
Монастырь Селцу более всего известен событием 1804 года, именуемым в Греции «Холокостом Селцу».
В 1800 году Али-паша Тепеленский начал свой 3й поход против сулиотов. На этот раз Али добился «предательства старика Георгия Боцариса, вождя самого сильного клана Сули», который перебежал к Али, заявляя, что без него Сули не выстоит и 30 дней:A-332.
Но Али встретил ещё большее, по сравнению с предыдущими походами, сопротивление. Через 4 месяца, Али, напоминая старику Боцарису его слова, заявил, что если тот немедленно не сдаст ему Сули, то будет сожжён заживо. Боцарис, приняв яд, «отправился на тот свет, чтобы избежать, вероятно, гнева паши и угрызений совести»:333.
Клан Боцарисов возглавил второй сын, Кицос (старший сын, Боцарис, Тусиас, погиб в 1792 году)), расположившись в Вулгарели, вне Сули.
Осада Сули длилась три года. Ни атаки турко-албанцев ни голод не смогли сломить дух сулиотов. 7 декабря 1803 года началась, предполагаемая, последняя атака осман. После ещё 5 безуспешных атак Али бежал, поручив своему сыну, Вели, заключить соглашение с сулиотами, лишь бы ушли. Вели пришёл к соглашению. Заручившись, священным для албанца и грека, словом «беса», Фотос Дзавелас повёл 13 декабря колонну сулиотов из Сули в Паргу, откуда они переправились на Керкиру, находившуюся под контролем России. Часть сулиотов подалась на уговоры Кицоса Боцариса, убедившего их довериться Али. Последовавшие за Кицосом направились к мοнастырю Залонго, ожидая куда Али направит их селиться. 16 декабря монастырь был обложен 3 тысячами солдат Бекира, заявившего, что он получил указание отвести сулиотов в Янина, предварительно разоружив их. Сулиоты «осознали, что стали жертвами самого бесчестного из людей». Им не оставалось ничего другого, как сразиться и умереть. Они продержались 2 дня. На третий день стало очевидно, что дольше им не продержаться. Около 60 женщин предпочли смерть позорному плену. Поднявшись на скалу и начав хоровод, при каждом круге танца выбрасывали в ущелье своих детей, а затем падали сами. Этот «танец смерти» получил в истории Греции название «Танец Залонго»:A-337.
Остальные сулиоты совершили прорыв, из которого вышли живыми до 1400 человек. Ведомые Кицосом Дзавеласом, они направились в Вулгарели, а затем, для большей безопасности, к монастырю Богородицы Селцу. Но Али не мог успокоиться, «пока последний сулиот в его пределах не будет убит». Турки осадили монастырь. Сулиоты продержались 4 месяца. Когда турки ворвались в монастырь, 250 женщин повторили эпизод Залонго, бросившись с обрыва в горную реку, где и приняли смерть, вместе со своими детьми. Только 50 бойцам и 1 женщине, возглавляемым Кицосом Боцарисом, среди которых был и его сын Маркос, удалось прорваться в Паргу и переправится на Керкиру. Во время этих событий, дочь Нотиса Боцариса, пытаясь вынести свою раненную мать и видя что им угрожает плен, бросила мать со скалы в бурную реку а затем бросилась сама
Сам Нотис Боцарис, «полумёртвый от 5 сабельных ран» и без сознания, был взят в плен, но сумел бежать из крепости Клисура и добраться до Керкиры.
Это событие именуется в Греции «Холокост Селцу», согласно полному значению этого греческого слова, употребляемого ко многим событиям греческой истории, где на первый план выступает героизм и принесение себя в жертву.
В 1959 году и в свете «Холокоста Селцу», правительственным указом (ΥΑ 31176/3046/2-10-1959-ΦΕΚ 372/Β/22-10-1959), монастырь Селцу получил статус исторического памятника.
Каждый год, близлежащий дем Тетрафиллии организует мероприятия памяти «Холокоста Селцу», в присутствии высокопоставленных официальных лиц.
После Божественной литургии, церемониал включает в себя сброс венка в «ужасную бездну Петака», куда бросились 250 (по другим источникам 500) женщин и детей, предпочтя смерть позорному пленению.
В 2016 году, на мероприятиях памяти «Холокоста Селцу» присутствовал президент Греции Прокопис Павлопулос.